# Lake J. B. Thomas
Der Lake J. B. Thomas ist ein Stausee am Colorado River im US-Bundesstaat Texas und ist der Rückstau des Colorado River Dam. Er liegt an der Grenze zu Borden County und Scurry County.
Die Arbeiten zu diesem Rückhaltebecken begannen am 29. April 1951 und wurde nach dem Chefingenieur des damals neu gegründeten staatlichen Elektrizitätsunternehmens Texas Electric Service Company, J. B. Thomas benannt. Die Fertigstellung erfolgte 1952.
Die Fläche des Sees beträgt etwa 31.646 m² und die Fläche des Einzugsgebiets 9,12 km². Die Speicherkapazität liegt bei 251.182 m³ und ist Wasserlieferant der Städte Big Spring, Odessa und Snyder. Der See wird von vielen Ansiedlern als Naherholungsgebiet genutzt.